# Budziszki
Budziszki is een plaats in het Poolse district  Ostrowski (Mazovië), woiwodschap Mazovië. De plaats maakt deel uit van de gemeente Stary Lubotyń en telt 126 inwoners.